# Los Camotes
Los Camotes o también llamada San José del Palmar, es una ranchería perteneciente al municipio de Álamos ubicada en el sureste del estado mexicano de Sonora cercana a los límites divisorios con los estados de Chihuahua y Sinaloa. Según los datos del Censo Poblacional y de Vivienda realizado en 2020 por el Instituto Nacional de Estadística y Geografía (INEGI), Los Camotes (San José del Palmar) tiene un total de 159 habitantes.